# Pseudoscada florula
Pseudoscada florula är en fjärilsart som beskrevs av William Chapman Hewitson 1854. Pseudoscada florula ingår i släktet Pseudoscada och familjen praktfjärilar. Inga underarter finns listade.

## Bildgalleri

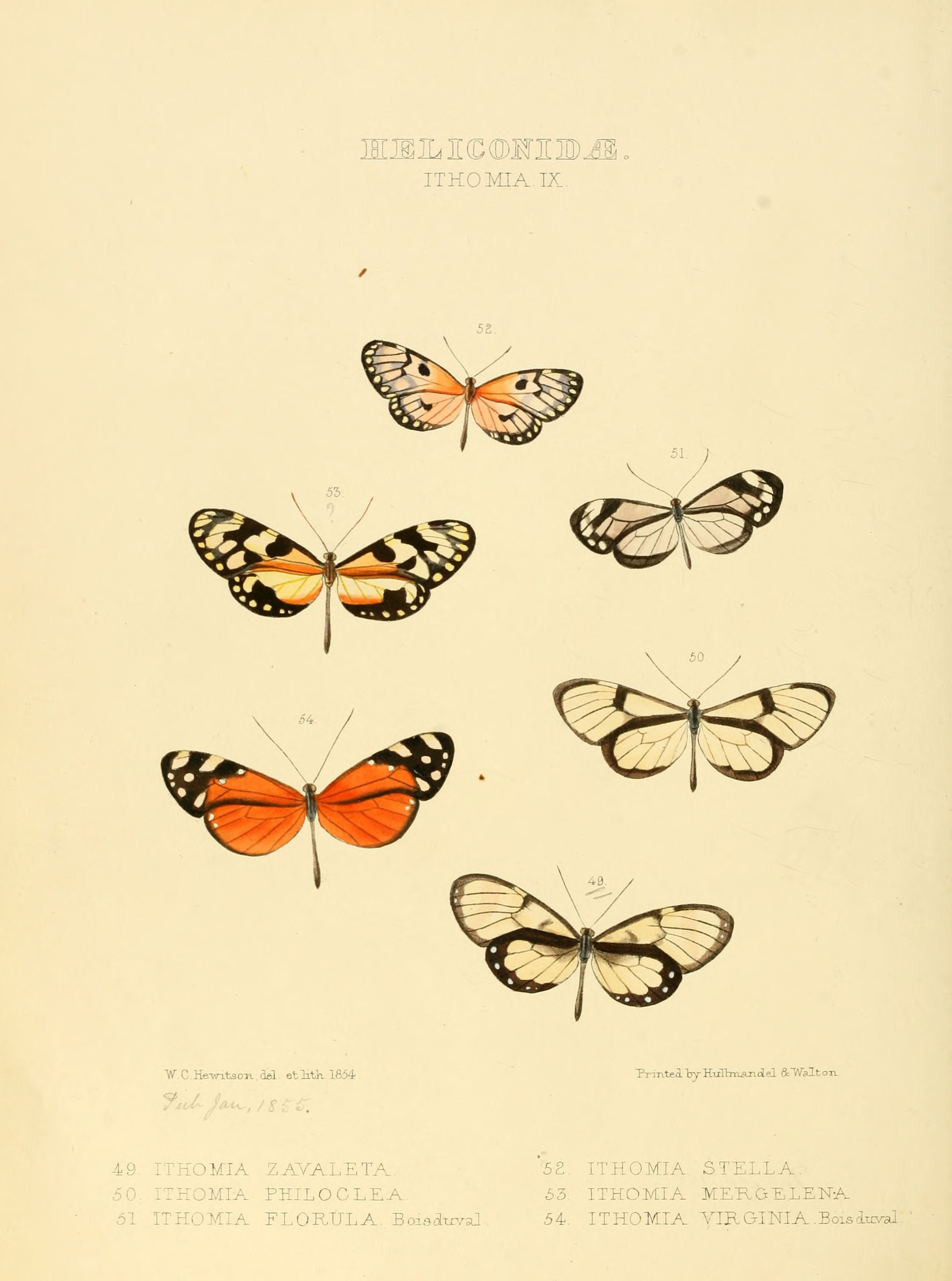
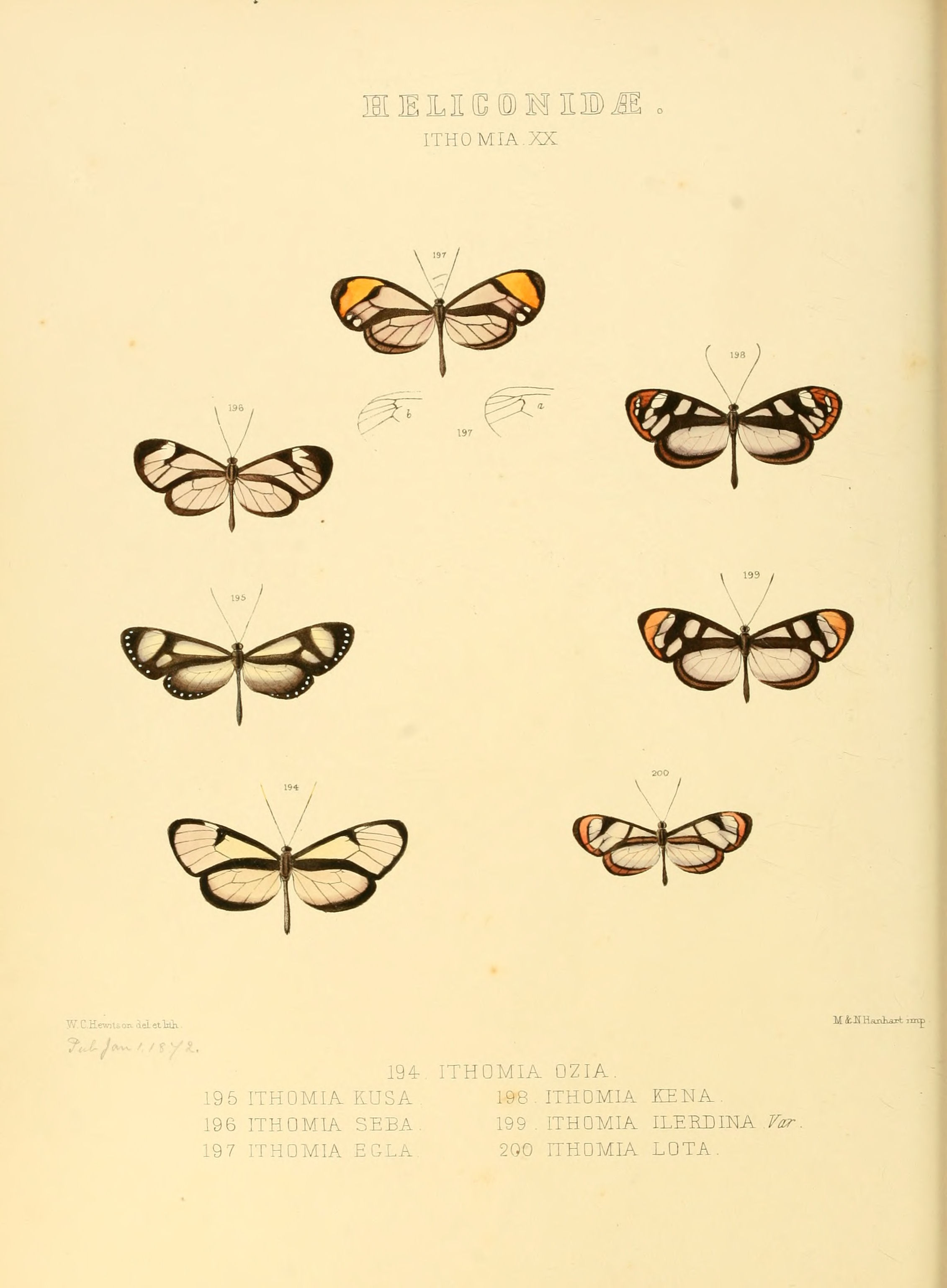